# Ministerio de Transporte, Comunicaciones y Desarrollo de Infraestructuras (Zimbabue)
El Ministerio de Transporte, Comunicaciones y Desarrollo de Infraestructuras  es uno de los ministerios del gobierno de Zimbabue, siendo el encargado de todos los aspectos relacionados con la gestión del transporte, comunicaciones, infraestructura y servicios meteorológicos y sismológico del país. 
Su actual titular desde el 8 de febrero de 2021 es Felix Mhona, quien reemplaza al fallecido Joel Matiza.

## Unidades subsidiarias
El Ministerio se encarga de supervisar y manejar los siguientes organismo paraestatales: 
- Ferrocarriles Nacionales de Zimbabue (Ferrocarriles)
- Zimbabwe United Passenger Company (Buses)
- Air Zimbabwe (Aerolínea)
- Administración Nacional de Carreteras de Zimbabwe (Carreteras)

## Listado de Ministros
| Ministro              | Inicio                   | Fin                      | Presidente         | Ref.        |
| --------------------- | ------------------------ | ------------------------ | ------------------ | ----------- |
| Nicholas Goche        | 13 de febrero de 2009    | 13 de septiembre de 2013 | Robert Mugabe      | [ 4 ] [ 5 ] |
| Obert Mpofu           | 13 de septiembre de 2013 | 11 de septiembre de 2015 | Robert Mugabe      | [ 6 ]       |
| Joram MacDonald Gumbo | 11 de septiembre de 2015 | 5 de septiembre de 2018  | Robert Mugabe      | [ 7 ]       |
| Joram MacDonald Gumbo | 11 de septiembre de 2015 | 5 de septiembre de 2018  | Emmerson Mnangagwa | [ 6 ]       |
| Joel Matiza           | 5 de septiembre de 2018  | 22 de enero de 2021      | Emmerson Mnangagwa | [ 8 ]       |
| Felix Mhona           | 8 de febrero de 2021     | En el cargo              | Emmerson Mnangagwa | [ 3 ]       |

Viceministros
- El viceministro desde 2009 fue Tichaona Mudzingwa hasta su muerte a principios de abril de 2012.[9][10]

- El viceministro hasta mayo de 2019 fue Fortune Chasi,[6]